# Delitto blu
Delitto blu (Escapade) è un film del 1957 diretto da Ralph Habib.